# Balkanoniscus minimus
Balkanoniscus minimus là một loài chân đều trong họ Trichoniscidae. Loài này được Vandel miêu tả khoa học năm 1967.